# Lascari
Lascari (sicilià Làscari) és un municipi italià, dins de la ciutat metropolitana de Palerm. L'any 2007 tenia 3.125 habitants. Limita amb els municipis de Campofelice di Roccella, Cefalù, Collesano i Gratteri.

## Administració
| Període | Identitat              | Partit      |
| ------- | ---------------------- | ----------- |
| 2000-10 | Antonio Eduardo Cesare | Centredreta |
| 2010-   | Giuseppe Abbate        | Centredreta |